# Animax
Animax (アニマックス) je japonská noční anime kabelová a satelitní televizní společnost, která spadá do TV rodiny společnosti Animax Japan a jejíž odnož Animax Eastern Europe. (アニマックス東ヨーロッパ) Vysílala v zemích střední Evropy (Rumunsko, Maďarsko, Česko, Slovensko a Polsko). Tato stanice nahradila kanál A+, čímž se společnost Animax jako první zapsala na evropském trhu. Část názvu společnosti pochází ze slov anime (アニメ) a max (マックス, makkusu). Animax se zaměřuje na vysílání anime seriálů (př. Naruto, Bleach, Yu Yu Hakusho, Fullmetal Alchemist atd.). Dne 31. března 2014 ukončil Animax vysílání v zemích střední Evropy.
Animax sídlí v Tokiu a její zakladatelé jsou členové z následujících společností: Sony Pictures Entertainment, Sunrise, Tóei Animation, TMS Entertaiment a Nihon Ad Systems.

## Historie

Rozšíření Animaxu ve světě (k červenci 2023)

Původně byl v roce 2004 spuštěn ve střední Evropě kanál s názvem A+ (také znám i jako Anime+ či Anime Plus) a vysílal v Česku, na Slovensku a v Rumunsku. Kanál se dal naladit na kabelové a satelitní televizi.
V roce 2006 tento kanál zakoupila společnost Sony Pictures Television International (SPTI). Většina pořadů byla kvůli zisku předabována do zdejších jazyků. Nepředabované seriály obsahovaly japonský zvuk a titulky ve zdejších jazycích. Většina takto otitulkovaných pořadů však pocházela právě z původního A+. Nutno podotknout, že se společnost nikdy nenamáhala opravit překlepy a chyby v časování, které se v těchto dříve otitulkovaných pořadech vyskytovaly dále.[zdroj?]
Od roku 2010 pak Animax přestal být výhradně anime kanálem a zařadil do vysílání i pořady z americké tvorby (Flash Forward, Trinity, Amazing Race a další). Postoj společnosti byl od této doby vůči svým divákům rozporuplný. Na jednu stranu česká verze internetových stránek kanálu od té doby neměla funkční fórum a taky komunitní oblast (na konci září 2013 byla stránka úplně zrušena), přičemž počet novinek z oblasti anime za rok 2010 se dal spočítat na prstech jedné ruky; na stranu druhou společnost dále podporovala i zapůjčovala anime na fanoušky konané srazy, jako je např. brněnský Animefest.
Koncem roku 2013 se začalo spekulovat o ukončení Animaxu, což se v prosinci 2013 i neoficiálně potvrdilo. Původně mělo být vysílání ukončeno 31. ledna 2014, ale nakonec se společnost SPTI rozhodla vysílat dál. 23. ledna 2014 se pak SPTI oficiálně vyjádřila k ukončení stanice a datum ukončení stanovila na 31. března 2014. K oficiálnímu ukončení stanice v tento den nakonec skutečně došlo.
Program byl nahrazen novou stanicí C8, která k Silvestru 2015 také ukončila vysílání.
Tyto televizní kanály Animax a C8 se střídaly na dětském kanálu Minimax, a to od 20. do 2. hodiny ráno.

## TV pořady

### Animax pořady
- Med a čtyřlístek
- Strašidelné historky
- Naruto
- Bleach
- Death Note
- Chrono Crusade
- Fullmetal Alchemist
- Fullmetal Alchemist: Bratrství
- Full Metal Panic!
- Ghost in the Shell: Stand Alone Complex
- Král dinosaurů
- Trinity Blood
- Hellsing
- Blood+
- Amazing Race
- Survivor
- Soul Eater (pod názvem Bohové smrti)
- Romeo a Julie
- Kovboj Bebop
- Detektiv Conan
- Digimon
- Inuyasha
- Bezkonkurenční banzuke
- Hrabě Monte Christo
- Ajakaši Ajaši
- Spiral: Suiri no kizuna
- Pán času
- Kaleido Star
- Blue Gender
- Trigun
- Slayers (pod názvem Slayers – Lina, postrach banditů)
- Jú jú hakušo (pod názvem Yu Yu Hakusho – Velká zkouška)
- Kamiču!
- Kjoro-čan (pod názvem Červánek)
- Lovely Complex (pod názvem Bezvadná dvojka)
- Kilari
- Vampire Knight Guilty
- Dragon Ball GT
- Iron Man
- Wolverine
- Blade
- X-men
- Hello Kitty
- Deltora Quest
- D.Gray-man
- Being Human
- Afro Samurai

### A+ pořady
- Arc the Lad
- Blue Gender
- Blue Gender: The Warrior
- Captain Tsubasa
- Cubix: Robots for Everyone
- D.I.C.E.
- F-Zero
- Fairly OddParents
- Full Metal Panic!
- Full Metal Panic? Fumoffu
- Gallery Fake
- Gravitation
- Humanoid Kikaider
- Hakaima Sadamicu
- Inuyasha
- Jigoku Shoujo
- Kaleido Star
- Kamiču!
- Kiddy Grade
- Kovboj Bebop
- Mary-Kate and Ashley in Action!
- Megaman NT Warrior
- Mirage of Blaze
- Nerima Daikon Brothers
- Paradise Kiss
- PaRappa the Rapper
- Pokémon
- R.O.D the TV
- Slayers, Slayers NEXT, Slayers TRY
- Sweet Valerian
- Spiral
- Strašidelné historky
- Trigun
- Mew Mew Power
- Wild Arms
- Yu Yu Hakusho
- Yu-Gi-Oh!
- Yu-Gi-Oh! GX
- Želvy ninja (seriál z roku 2003)